# 소결

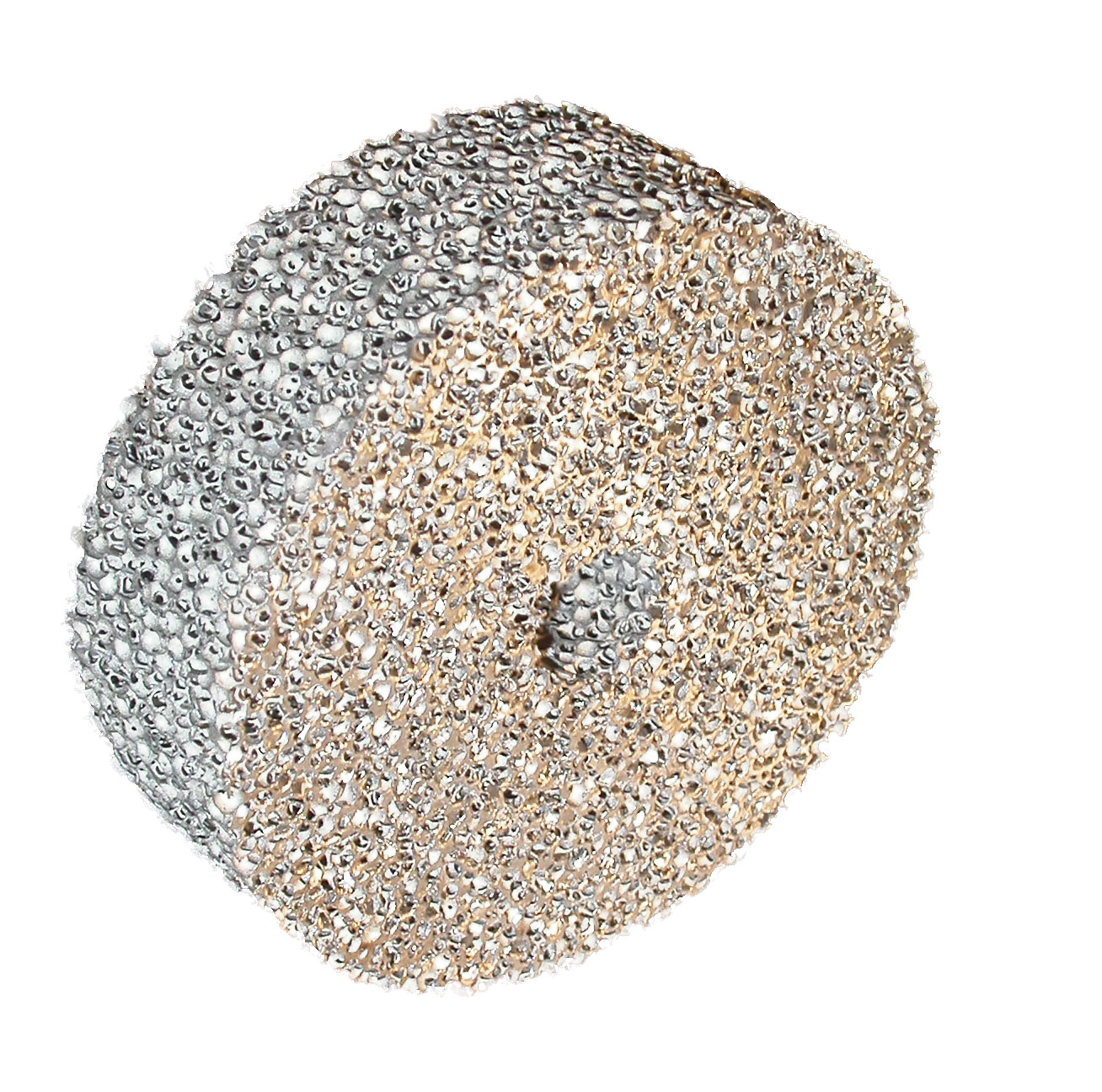

소결(燒結, 영어: sintering, frittage)은 분말 입자들이 열적 활성화 과정을 거쳐 하나의 덩어리로 되는 과정을 말한다. 가루나 가루를 압축한 덩어리를 녹는점 이하의 온도로 가열하였을 때, 가루가 녹으면서 서로 밀착하여 고결(固結)되는 현상으로 요업 제품이나 세라믹 또는 소형 플라스틱의 제조에 응용된다. 원하는 미세조직을 갖는 시편 제조가 목적으로 소고(燒固)라고도 부른다.

## 원리
소결의 구동력은 열역학적으로 시스템 전체의 표면에너지를 줄이는 것이다. 벌크에 비해 계면(interface)에는 잉여에너지(excess energy)가 있으므로 소결 중 표면에너지는 입자들이 치밀화, 조대화되는 과정에서 감소된다.
소결 공정상 변수에는 온도, 시간, 분위기, 소결 압력 등이 있다.
입자가 소결되는 과정은 입자들이 서로 붙어서 목이 형성되는 초기 단계, 기공이 고립되기 전까지 상대밀도가 약 93%가량 되는 중기 단계, 그 이후를 말기 소결이라고 한다.

## 종류

### 고상소결
소결온도에서 액상이 존재하지 않는 경우로 고상소결체에서는 입자들 사이에 입계만 존재한다. 거의 순수한 원료를 고온에서 처리하여 액상의 생성없이 소결시키는 방법이다. 일반적으로 액상소결체 보다 온도강도가 높다.

### 액상소결
소결도중 소량의 액상이 관여하는 경우로 액상소결체에서는 고상/고상입계와 고상/액상계면이 존재하여 소결에 관여하는 계면이 더 다양하다. 원료에 처음부터 불순물이 약간 함유되어 있거나 소결조제를 원료에 첨가하여 대체로 낮은 온도에서도 액상이 쉽게 생성되도록 하는 방법이다. 일반적으로 온도강도가 낮다.
- 천이액상소결(transient liquid sintering)

액상소결에서 소결초기에는 액상이 존재하나, 소결이 진행됨에 따라 액상이 없어지고 고상만이 존재하는 상태에서 소결이 완료되는 것

## 방법
물질을 소결하는 방법은 보통 소성로 등의 가마를 이용하나, 레이저 등을 쓰기도 한다.

### 정상소결법
대기압 또는 특정한 가스의 1 기압하에서 내화물 성형체를 고온으로 가열하여 소결시키는 방법으로 정압소결법, 보통소결법이라고도 한다.

### 반응소결법
금속 규소가루를 아르곤 가스를 통과시키면서 소결한 후 질소가스를 통과시켜 질화규소로 만드는 공법으로 완전 밀폐되는 가마를 이용하며, 반응결합법이라고도 한다.

### 가압소결법
내화물 분말원료를 고압으로 성형하면서 열처리하여 소결시키는 방법으로 기계적 강도가 높다.

### 등압소결법
성형체를 불활성기체를 압력매체로 하여 압력을 가하면서 고온으로 가열하여 소결시키는 방법이다.

### 가스압소결, 분위기 가압소결
비산화물을 고온에서 소성할 때 열분해를 방지하고 소결을 촉진시켜주기 위하여 특정한 가스 압력을 정상소결법보다 높고 등압소결법보다는 훨씬 낮은 5 ~ 50 기압에서 고온처리하는 방법이다.

### 재소결
낮은 온도에서 반응 소결한 RBSN을 다시 고온에서 열처리하는 것을 말하며 2단소결이라고도 한다.

### 피복
금속표면에 기상반응으로 생성된 CVD 분말의 증착피복, 산화물 피복, 액상반응에 의한 산화물 피복 등이 있다.

### 충격압축소결
캡슐 안에 내화물 원료를 넣고 이것을 화약을 넣은 단단한 통에 넣은 다음 밀봉하여 폭발시키는 방법으로 초고압과 고온에 의하여 단기간에 소결된다. 고압과 합성촉매를 사용하여 흑연으로부터 다이아몬드를 만드는 인공 합성법에 쓰인다.

## 기타
- 고온 소결(高溫燒結) => 금속 가루 따위를 압착 성형 한 반제품(半製品)을 높은 온도에서 구워 단단히 결합시키는 방법. 희유금속 소재와 경질 합금, 특수 내화물 생산에 쓰인다.

- 소결광(燒結鑛) => 소결하여 덩어리로 만든 광석. 용광로에서 주철을 생산하기 위한 원료로 쓴다.

- 고온 소결로(高溫燒結爐) => 금속 가루 따위를 압착 성형 한 반제품(半製品)을 높은 온도로 구워 내는 로.

- 련속식소결로(連續式燒結爐) 가루 상태의 광석이나 정광(精鑛)을 연속적으로 구워 엉기게 하여 덩어리로 만드는 로인 ‘연속식 소결로’의 북한어.

- 서멧(cermet)은 초내열성 재료. 내마모성과 내열성이 높은 세라믹과 인성(靭性)이 강한 금속의 분말을 배합 소결(燒結) 하여 만든다. 1,000°C 이상의 온도에서 견딜 수 있는 경질 공구, 제트 엔진의 터빈 날개, 고체 로켓의 부품 따위에 쓴다.

- 천화(泉華)는 샘, 호수, 하천 따위에 석회질이나 규산질 물질이 침전하여 생긴 퇴적물

## 같이 보기
- 연소
- 산화
- 하소(煆燒): 소성(燒成)